# シンシナティ (アイオワ州)
シンシナティ (Cincinnati, Iowa) は、アメリカ合衆国アイオワ州アパヌース郡に位置する都市である。2000年現在の国勢調査で、この都市は総人口428人である。

## 地理
シンシナティは、北緯40度37分49秒、西経92度55分25秒 (40.630309, -92.923734)に位置している。
アメリカ合衆国統計局によると、この都市は総面積4.5 km2 (1.7 mi2) である。このうち4.5 km2 (1.7 mi2) が陸地で水地域は存在しない。

## 人口動静
2000年現在の国勢調査で、この都市は人口428人、180世帯、及び113家族が暮らしている。人口密度は95.0/km2 (245.9/mi2) である。44.6/km2 (115.5/mi2) の平均的な密度に201軒の住宅が建っている。この都市の人種的な構成は白人98.13%、アフリカン・アメリカン0.00%、先住民0.00%、アジア0.00%、太平洋諸島系0.00%、その他の人種0.23%、及び混血1.64%である。ここの人口の1.17%はヒスパニックまたはラテン系である。
6180世帯のうち、30.6%が18歳未満の子供と一緒に生活しており、46.7%は夫婦で生活している。11.1%は未婚の女性が世帯主であり、37.2%は家族以外の住人と同居している。31.7%は独身の居住者が住んでおり、18.9%は65歳以上で独身である。1世帯の平均人数は2.38人であり、家庭の場合は、3.03人である。
この都市内の住民は25.0%が18歳未満の未成年、18歳以上24歳以下が7.9%、25歳以上44歳以下が26.4%、45歳以上64歳以下が21.3%、及び65歳以上が19.4%にわたっている。中央値年齢は38歳である。女性100人ごとに対して男性は86.9人である。18歳以上の女性100人ごとに対して男性は82.4人である。
この都市内の世帯ごとの平均的な収入は26,641米ドルであり、家族ごとの平均的な収入は28,250米ドルである。男性は25,556米ドルに対して女性は19,904米ドルの平均的な収入がある。この都市の一人当たりの収入 (per capita income) は12,489米ドルである。人口の11.4%及び家族の11.0%は貧困線以下である。全人口のうち18歳未満の9.0%及び65歳以上の21.7%は貧困線以下の生活を送っている。